# Relieve de Parel

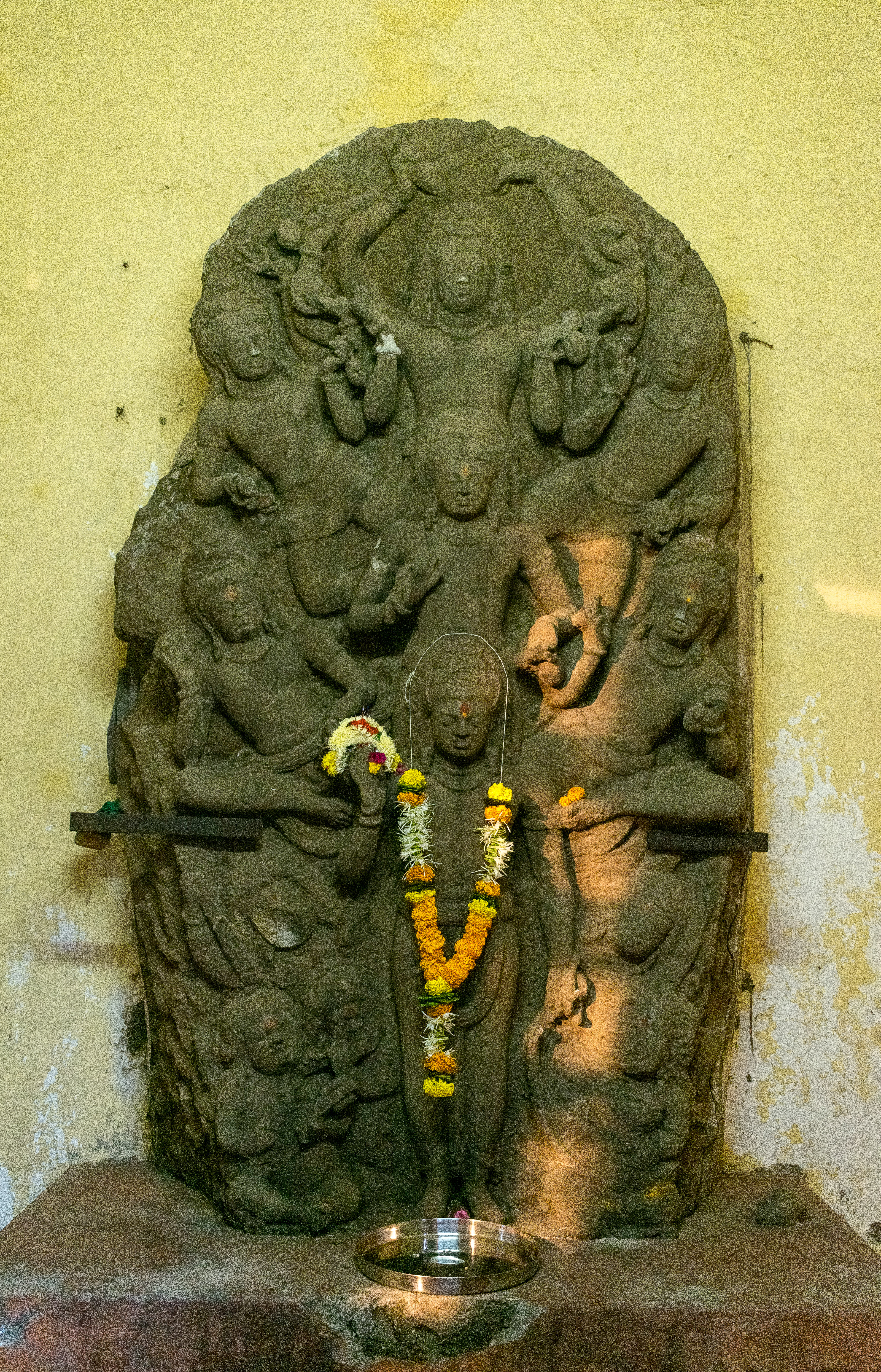
Relieve de Parel, siglo o.

El Relieve de Parel o Shiva de Parel es un importante relieve monolítico del dios hindú Shiva en siete formas que el Servicio Arqueológico de la India (ASI) ha datado a finales del periodo Gupta, en el siglo V o VI. 
Se encontró en Parel, una de las Siete islas de Bombay, y en la actualidad un barrio de Bombay, cuando se estaba construyendo una carretera en 1931.  Se trasladó al cercano templo de Baradevi, donde sigue siendo objeto de culto, en su propia sala. Hay un molde de escayola expuesto en el Chhatrapati Shivaji Maharaj Vastu Sangrahalaya (antiguo Museo Príncipe de Gales) de Bombay.
El relieve, tallado en "granito blanco  muestra a Shiva siete veces, con una imagen central rodeada de otras seis imágenes de Shiva que se superponen entre sí; se trata, por tanto, de una composición saptamurti («siete imágenes»). Todas tienen dos brazos, excepto la figura superior, que tiene diez. Las imágenes muestran diferentes mudras o gestos con las manos y algunas llevan atributos, no todos identificables en la actualidad.  También hay cinco gana o músicos enanos (o tres músicos y dos guardianes) en la zona inferior de la pieza.  La losa mide unos 3,06 metros de altura, o unos 3,5 m, y las figuras de Shiva tienen un tamaño aproximado de tres cuartos del natural.  Parece estar inacabado, por ejemplo en las ganas de la parte inferior derecha.

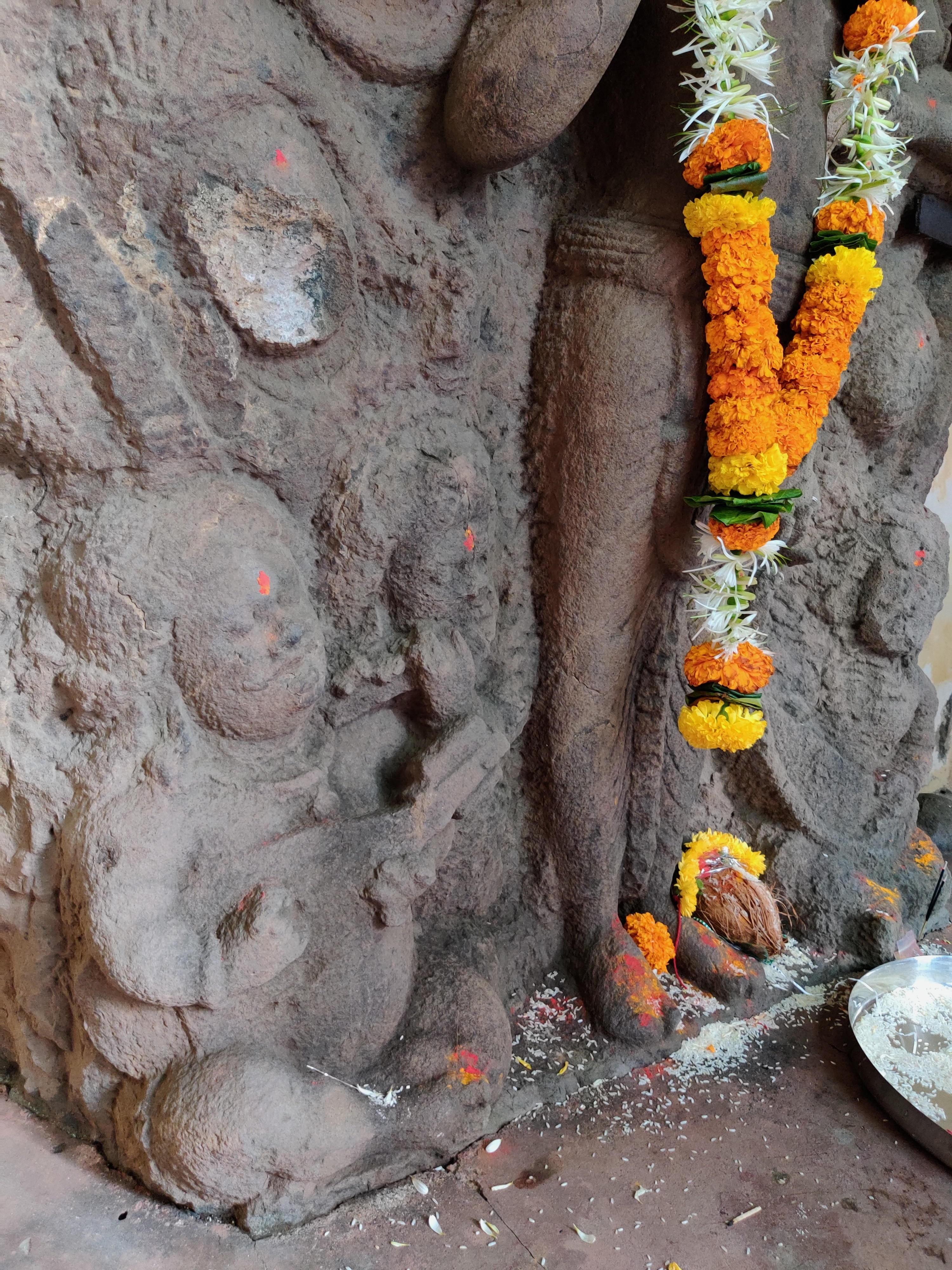
Detalle con músico gana.

Estimaciones más precisas de la fecha (todas se basan en el estilo) son de alrededor del año 600, o en torno a 525–530.

## Contexto
Aparte de ser una imponente escultura de gran calidad, y en general en buen estado, el relieve es de especial interés porque procede de un periodo similar al de los icónicos relieves de las grutas de Elefanta, a solo unos kilómetros de distancia a través del Puerto de Bombay.  A pesar de compartir «tanto el estilo como el tipo de concepto metafísico de la gran imagen trimurti de Elephanta»  parecen ser de talleres diferentes.  También hay similitudes con dos relieves de la Shamlaji en las cuevas de Guyarat (muy cerca del yacimiento budista de Devni Mori), aunque en estos el Shiva central tiene tres cabezas, como la famosa imagen 'trimurti de Elefanta, y uno tiene veintitrés imágenes secundarias, en lugar de las seis de aquí.  La composición menos abigarrada del relieve de Parel es quizá más acertada. También es comparable un relieve de Shiva y Vishnu combinados en forma de Harihara en las cuevas de Jogeshwari, en otro suburbio de Bombay. Se ha sugerido que la imagen de Parel fue tallada en Shamlaji (o por ese taller).
El relieve parece ser una versión, con Shiva en lugar del habitual Vishnu o Krishna, de la imaginería hindú Vishvarupa (“Forma universal”, “Omni-forma”).  Los Shivas circundantes «emergen sin esfuerzo» de la figura central de pie, y el grupo debe considerarse como una sola figura que muestra la multiplicidad típica hindú de la forma de una manera inusual, y "el dios en forma cósmica, expandiéndose a través de múltiples figuras que se extienden hacia arriba y hacia fuera".
El indólogo alemán Heinrich Zimmer (1890-1943) vio el grupo como un «trascendente lingam Shiva linga», con las tres figuras una encima de la otra en el eje central del grupo representando también la trimurti de Brahma, Shiva y Vishnu, pero aquí todos como Shiva, ya que son «en última instancia sólo diferentes aspectos del mismo ser-energía primordial». Zimmer escribió que «la gigantesca losa de granito parece expandirse, tanto vertical como lateralmente, con la fuerza vital de los atléticos organismos que palpitan y se agitan por su superficie».

## Estado
El relieve fue declarado “monumento protegido a nivel nacional” (n.º 2/3/75-M o N-MH-M5) por el Servicio Arqueológico de la India en 1985. Los visitantes informan de que la sala solo está abierta durante los nueve días del festival Navaratri, pero al parecer puede verse a través de pantallas metálicas en otras ocasiones.

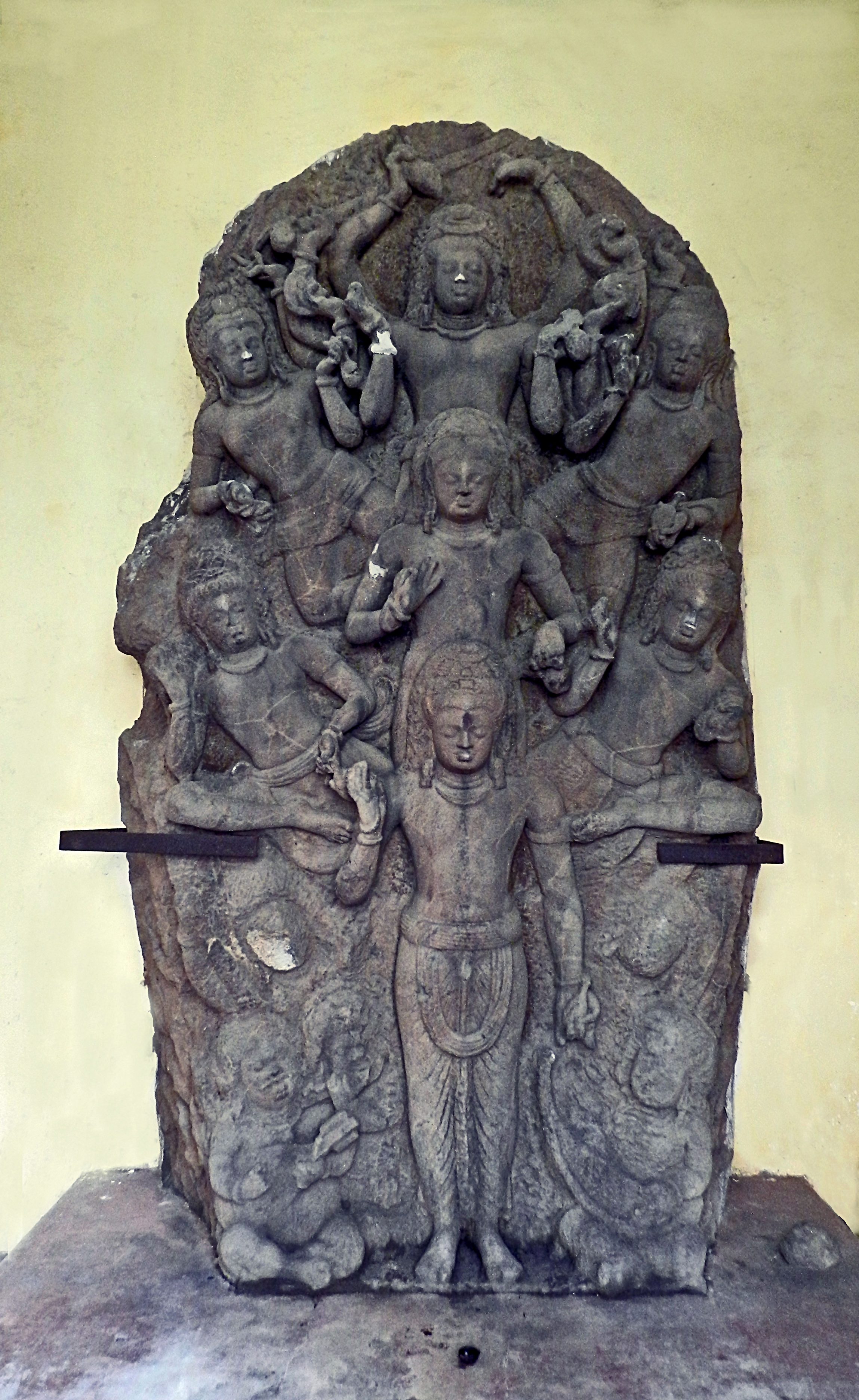
Otra vista del original.
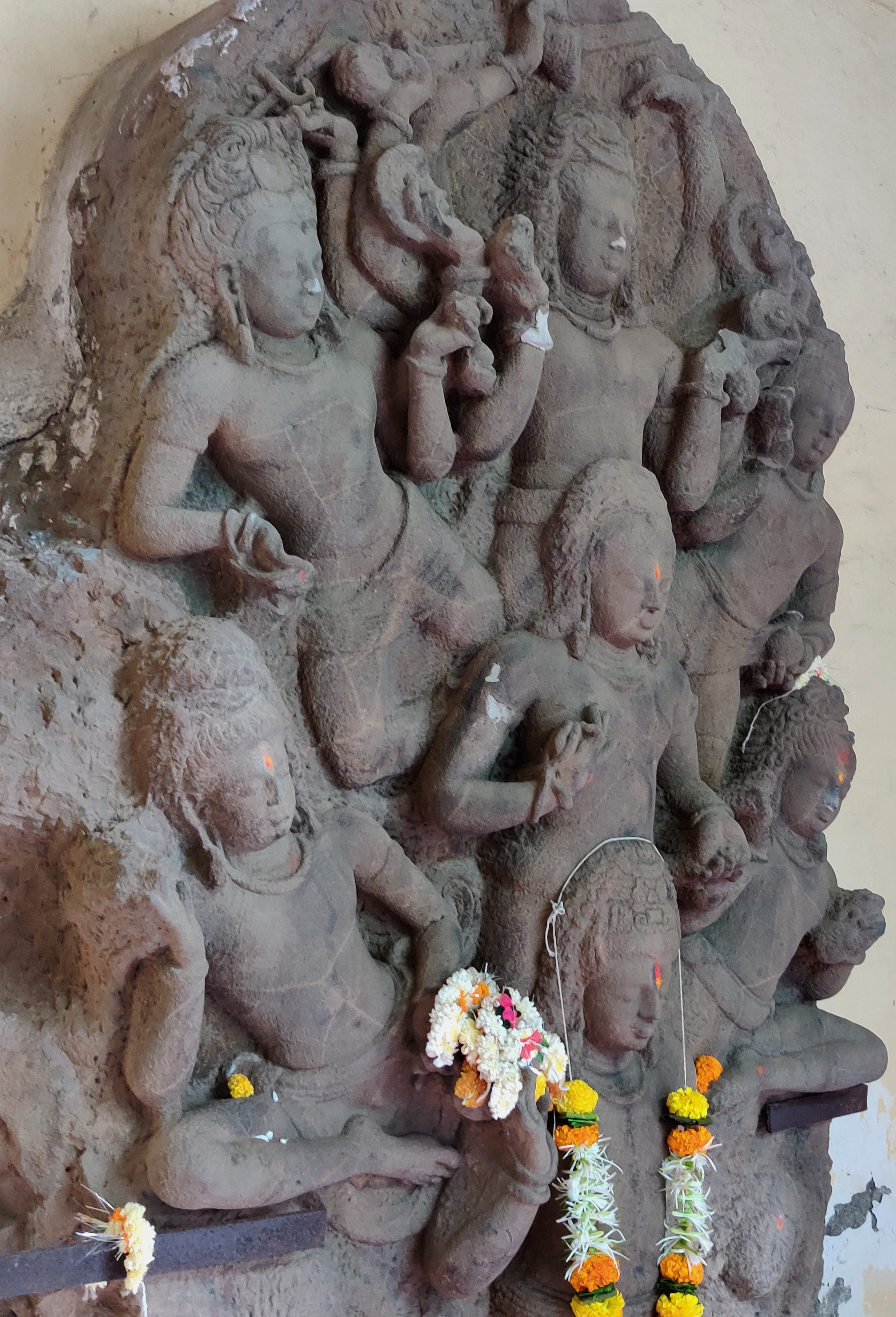
Parte superior
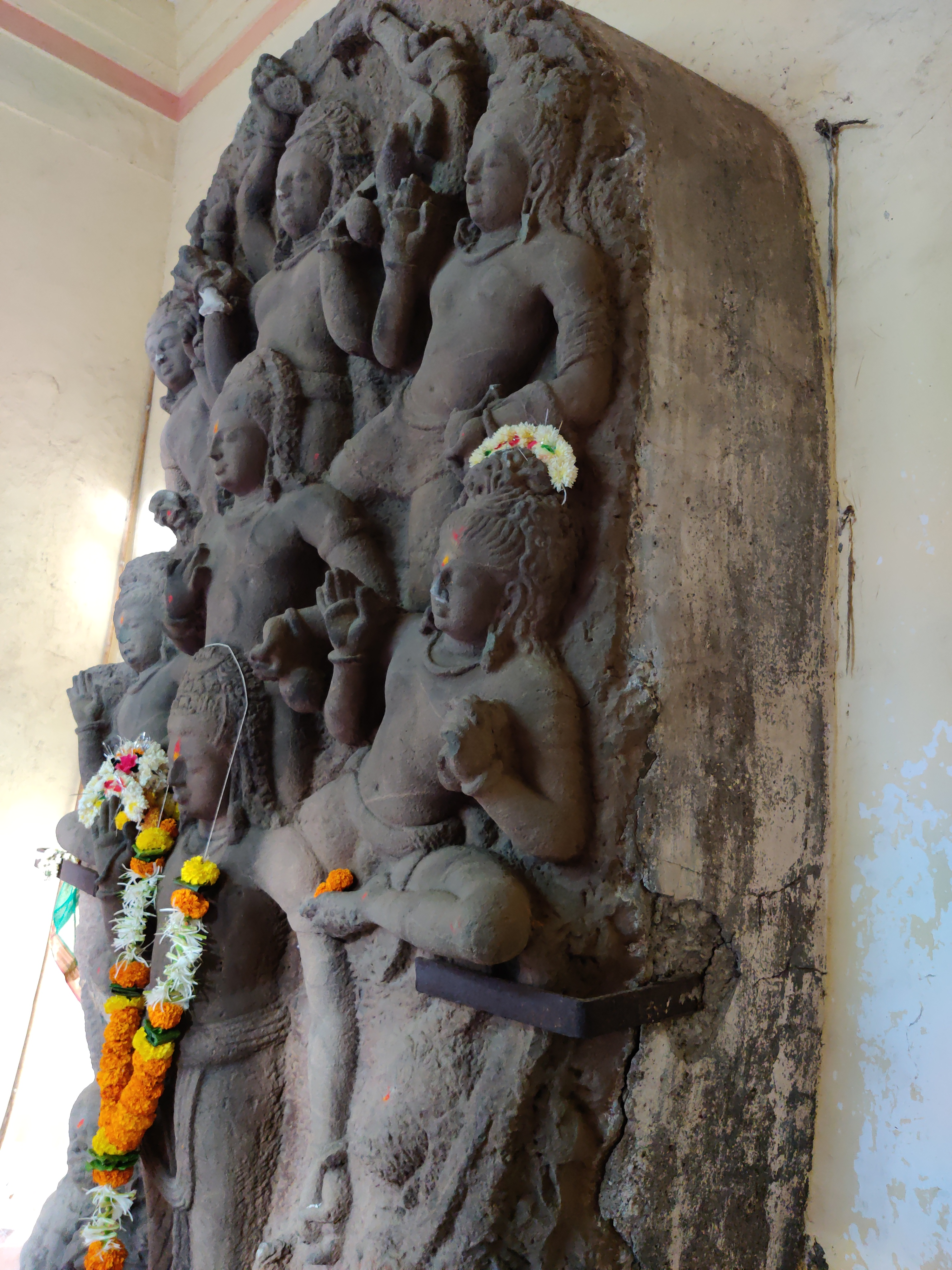
Desde el otro lado.
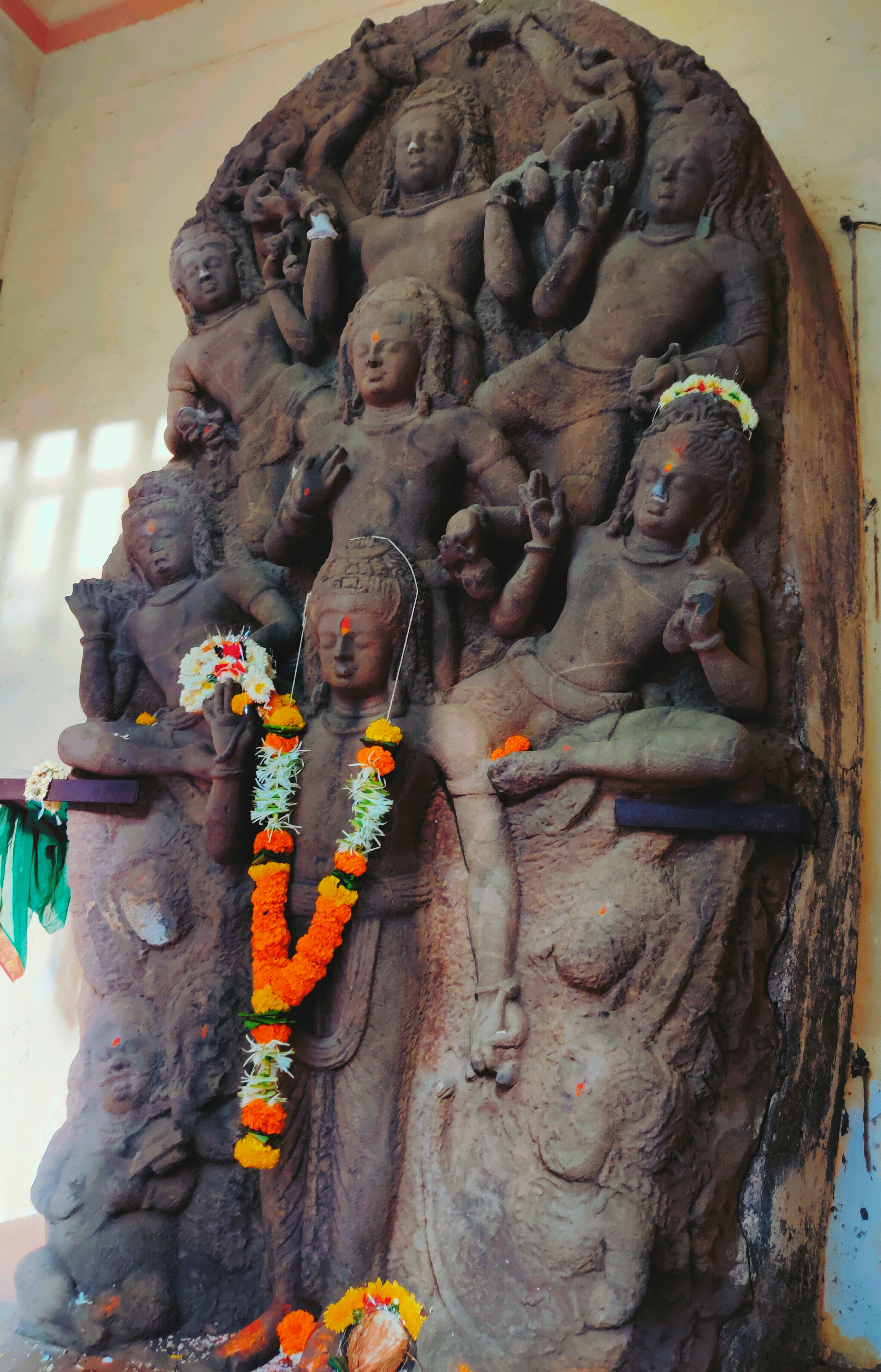
Con guirnaldas.
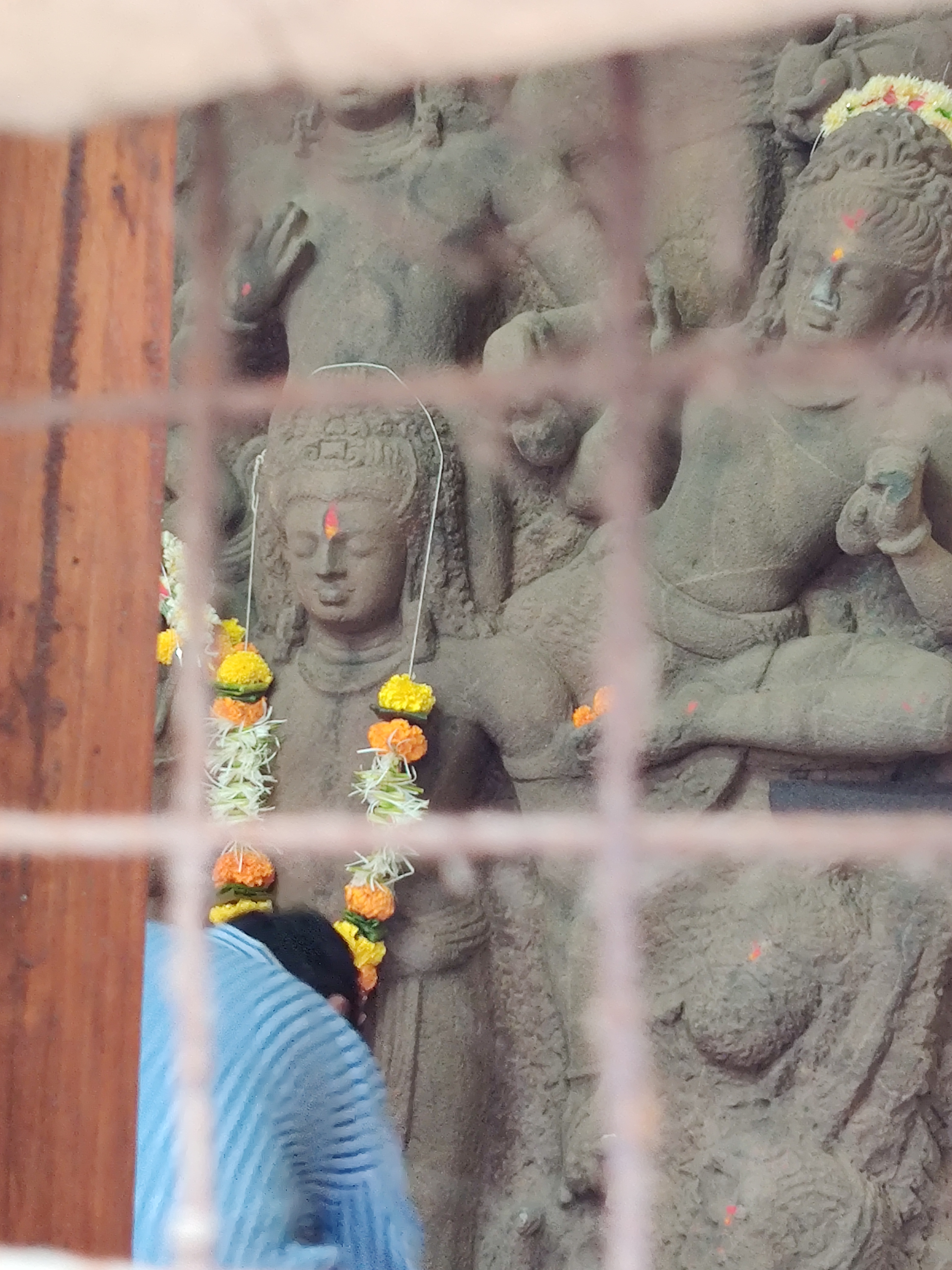
Culto en 2019.
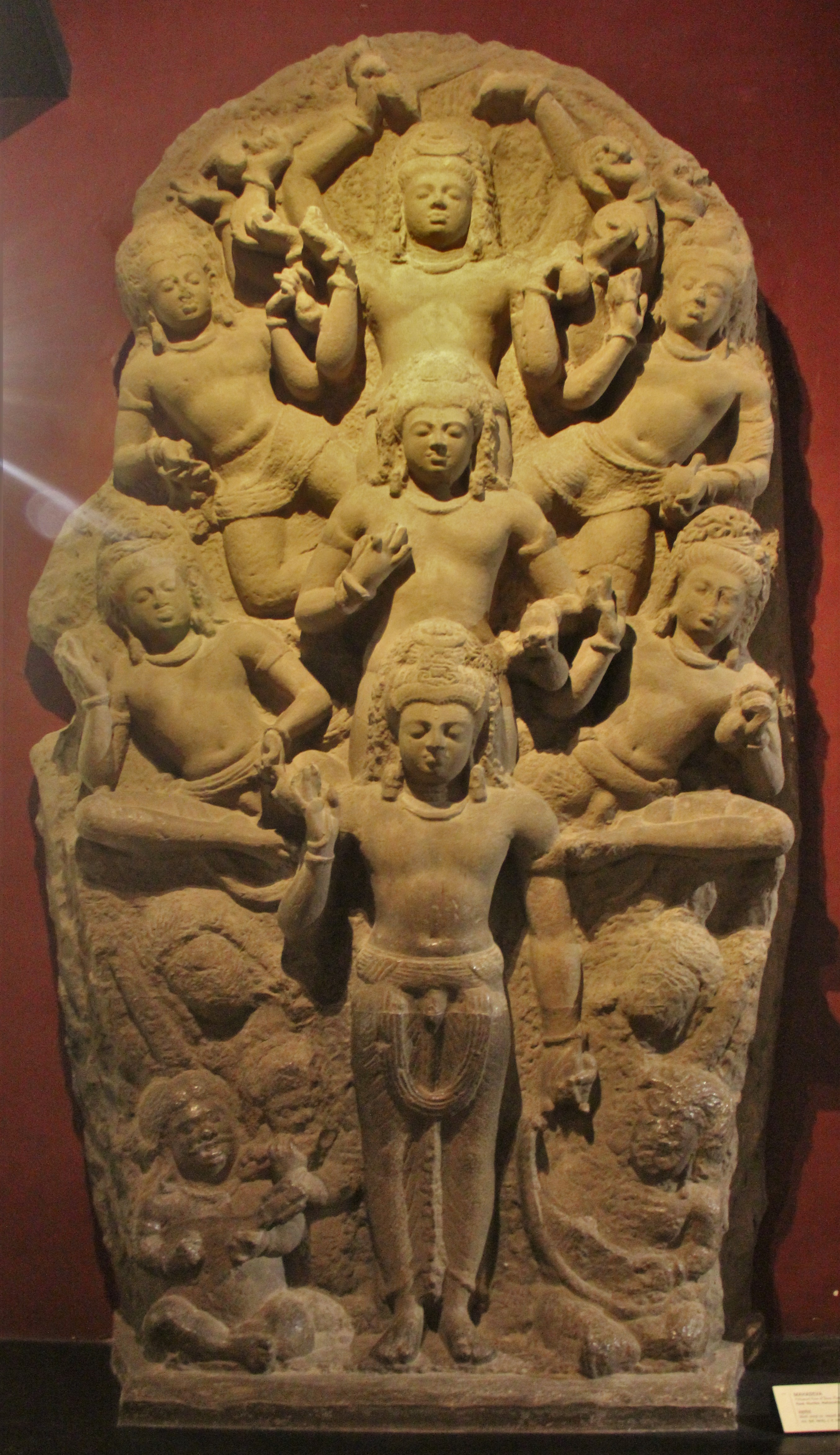
Reparto en el  Chhatrapati Shivaji Maharaj Vastu Sangrahalaya